# パイク郡 (アーカンソー州)
パイク郡（英: Pike County）は、アメリカ合衆国アーカンソー州の南西部に位置する郡である。2010年国勢調査での人口は11,291人であり、2000年の11,303人から0.1%減少した。郡庁所在地はマーフリーズボロ市（人口1,641人）であり、同郡で人口最大の都市はグレンウッド（人口2,228人）である。パイク郡は1833年11月1日に州内25番目の郡として設立され、郡名はパイクス峰を発見した探検家ゼブロン・パイク中尉に因んで名付けられた。アルコールの販売が禁止されている禁酒郡である。

## 歴史
パイク郡となった地域に最初に住んだのはインディアンだった。クアポー族の他、カドハダチョ族、カヒニオ族などが知られている。エルナンド・デ・ソトやスール・ド・ラ・サールが率いた探検隊がこの地域を通過した。1800年頃カドハダチョ族がオクラホマ地域から入ってくるオーセージ族によって繰り返される攻撃を避けるためにテキサスに移動した。
パイク郡の地域は1803年ルイジアナ買収地に入っていた。1833年11月1日にパイク郡として設立され、郡名はパイクス峰を発見した探検家ゼブロン・パイク中尉に因んで名付けられた。マーフリーズボロに郵便局が造られた。この町はテネシー州マーフリーズボロ出身の住民からその名前が採られた。正式に町名が付けられるまでは、「フォークス・オブ・ザ・ミズーリ」あるいは「スリー・フォークス」と呼ばれていた。1855年と1895年に郡庁舎が火事で焼けて、郡の記録の多くが失われた。
南北戦争時、パイク郡はモンゴメリー郡で結成された南軍連隊に属する中隊を2個立ち上げた。最も活動的な部隊はアーカンソー第4歩兵連隊であり、パイク郡はアメリカ連合国をしっかりと支えた。1864年、この地域に割り振られた南軍連隊がマーフリーズボロを冬季宿営地に選び、北軍は僅か18マイル (29 km) 先のアントワン周辺を宿営地とした。
1900年、パイク郡内に土地を持ち、マーフリーズボロ・ナッシュビル・サウスウェスト鉄道を所有・運営していたマーティン・ホワイト・グリーソンが、洪水を制御するためにリトル・ミズーリ川にダムを造る運動を始めた。計画が承認されたのは1941年になってからであり、工事は1848年6月1日に始まり、1951年7月12日に完工した。ダムで造られた湖は、グリーソンに因んでグリーソン湖と名付けられた。
19世紀後半以降、郡内の雇用を賄うのは製材産業だった。20世紀初期、ロスボロには州内でも最大規模の製材所があり、製材会社のオーナーであるトマス・ウィテカー・ロスボロの名前を町の名前にしていた。この会社はロスボロが発祥だったが、オレゴン州スプリングフィールドに移転し、今日では国内最大級の製材会社になっている。現社名はロスボロ製材会社である。
第二次世界大戦中、マーフリーズボロにはドイツ軍戦争捕虜のキャンプがあった。

## 地理
アメリカ合衆国国勢調査局に拠れば、郡域全面積は613.88平方マイル (1,589.9 km2)であり、このうち陸地603.01平方マイル (1,561.8 km2)、水域は10.87平方マイル (28.2 km2)で水域率は1.77%である。

### 主要高規格道路
- アメリカ国道70号線
- アーカンソー州道8号線
- アーカンソー州道19号線
- アーカンソー州道26号線
- アーカンソー州道27号線
- アーカンソー州道29号線
- アーカンソー州道84号線

### 隣接する郡
- モンゴメリー郡 - 北
- クラーク郡 - 東
- ネバダ郡 - 南東
- ヘンプステッド郡 - 南
- ハワード郡 - 西

### 国立保護地域
- ワシタ国立の森（部分）

### 州立公園
- クレーター・オブ・ダイアモンズ州立公園とウォーターパーク

## 人口動態

人口ピラミッド

以下は2000年の国勢調査による人口統計データである。
| 基礎データ - 人口: 11,303人 - 世帯数: 4,504 世帯 - 家族数: 3,265 家族 - 人口密度: 7人/km2（19人/mi2） - 住居数: 5,536軒 - 住居密度: 4軒/km2（9軒/mi2） 人種別人口構成 - 白人: 92.04% - アフリカン・アメリカン: 3.47% - ネイティブ・アメリカン: 0.65% - アジア人: 0.16% - 太平洋諸島系: 0.02% - その他の人種: 2.60% - 混血: 1.07% - ヒスパニック・ラテン系: 3.57% 年齢別人口構成 - 18歳未満: 24.9% - 18-24歳: 7.3% - 25-44歳: 26.4% - 45-64歳: 24.5% - 65歳以上: 17.0% - 年齢の中央値: 39歳 - 性比（女性100人あたり男性の人口） - 総人口: 97.2 - 18歳以上:93.4 | 世帯と家族（対世帯数） - 18歳未満の子供がいる: 32.1% - 結婚・同居している夫婦: 60.9% - 未婚・離婚・死別女性が世帯主: 8.3% - 非家族世帯: 27.5% - 単身世帯: 25.2% - 65歳以上の老人1人暮らし: 13.4% - 平均構成人数 - 世帯: 2.47人 - 家族: 2.94人 収入と家計 - 収入の中央値 - 世帯: 27,695米ドル - 家族: 32,883米ドル - 性別 - 男性: 27,294米ドル - 女性: 17,266米ドル - 人口1人あたり収入: 15,385米ドル - 貧困線以下 - 対人口: 16.8% - 対家族数: 12.8% - 18歳未満: 20.8% - 65歳以上: 20.2% |

## 都市と町
| - アントワン - デイジー | - デライト - グレンウッド | - マーフリーズボロ - 郡庁所在地 - ネイサン | - ニューホープ - ピスガー | - セイラム |

### 未編入の町
- ラングレー
- ロディ
- ロスボロ

### 国勢調査指定地域
- カービー

## 郡区
アーカンソー州の郡はさらに郡区に小区分されている。各郡区には未編入領域と、編入済み自治体がある。現代の郡区にはその維持目的が限られたものになっている。アメリカ合衆国国勢調査局は郡区を元に人口を集計している。また系図調査など歴史的な目的には価値がある。1つ以上の郡区に入っている町や都市は統計調査に基づいて扱われる。パイク郡の郡区は下記リストの13区であり、その中に含まれる町や都市を括弧書きしている。
- アントワン（カービーの大半）
- ブリューワー
- クラーク（グレンウッド）
- イーグル（カービーの小部分）
- ミズーリ（デライト）
- マウンテン
- マディフォーク
- パイクシティ
- セイリーン
- セルフクリーク（デイジー、カービーの一部）
- トンプソン（マーフリーズボロ）
- ホワイト
- ウルフクリーク（アントワン）